# Excoecaria perrieri
Excoecaria perrieri là một loài thực vật có hoa trong họ Đại kích. Loài này được Leandri mô tả khoa học đầu tiên năm 1938 publ. 1939.